# Adolf Hofrichter

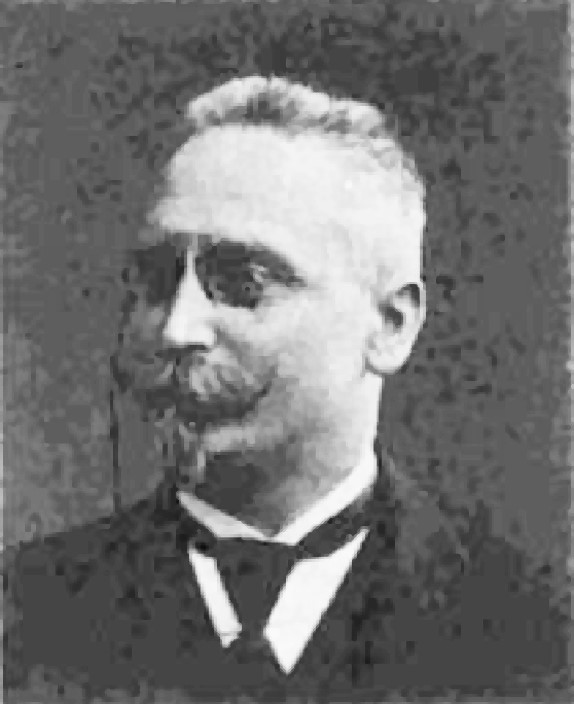
Adolf Hofrichter

Adolf Hofrichter (* 14. Oktober 1857 in Danzig; † 14. Oktober 1916 in Köln) war deutscher sozialdemokratischer Redakteur, Funktionär und Politiker.

## Leben
Hofrichter war bis 1892 Schlossergehilfe. Er trat 1881 der sozialdemokratischen Partei bei. Zu Beginn der 1890er Jahre war er Vorsitzender der SPD in Köln. Von Januar 1892 bis Februar 1894 war Hofrichter Geschäftsführer und nach dem Ende der Sozialistengesetze war er bis 1912 Redakteur, Verleger, Journalist und Akquisiteur der Rheinischen Zeitung, einem Nachfolgeblatt der Kölner Arbeiter Zeitung. Danach war er Vorsitzender der Pressekommission.
Zwischen 1897 und 1901 war Hofrichter Vorsitzender der Agitationskommission für die obere Rheinprovinz. Danach war er bis 1905 Arbeitersekretär in Köln. Anschließend bis zu seinem Tod (1916) war er Bezirksparteisekretär der oberen Rheinprovinz. Außerdem war er SPD-Vorsitzender in Köln und Mitglied des Bezirksvorstandes für die obere Rheinprovinz. Zeitweise war er auch Vorsitzender dieses Gremiums. Seit 1892 hat er in zahlreichen Wahlkreisen vergeblich für den Reichstag kandidiert. Dem Parlament gehörte er schließlich von 1912 bis zu seinem Tod an.